# Montagne du Droit
Montagne du Droit är en kulle i Schweiz.   Den ligger i distriktet Jura bernois och kantonen Bern, i den västra delen av landet, 40 km nordväst om huvudstaden Bern. Toppen på Montagne du Droit är 1 207 meter över havet, eller 15 meter över den omgivande terrängen. Bredden vid basen är 1,1 km.
Terrängen runt Montagne du Droit är huvudsakligen kuperad, men österut är den bergig. Runt Montagne du Droit är det ganska glesbefolkat, med 39 invånare per kvadratkilometer.. Närmaste större samhälle är La Chaux-de-Fonds, 11,1 km sydväst om Montagne du Droit. 
I omgivningarna runt Montagne du Droit växer i huvudsak blandskog.